# Ujvári László
Ujvári László (Tiszaderzs, 1919. január 19. – Budapest, 1996. október 27.) '56-os forradalmár, kereskedő, műszaki tisztviselő. Szerepet vállalt az 1956-os forradalom eseményeiben Tiszafüreden és Budapesten, amiért másfél év börtönre, vagyonelkobzásra ítélték, és évekre eltiltották jogaitól. Ujvári Imre (1982-) politikus és Ujvári László (1989-) újságíró, történész nagyapja.

## Élete

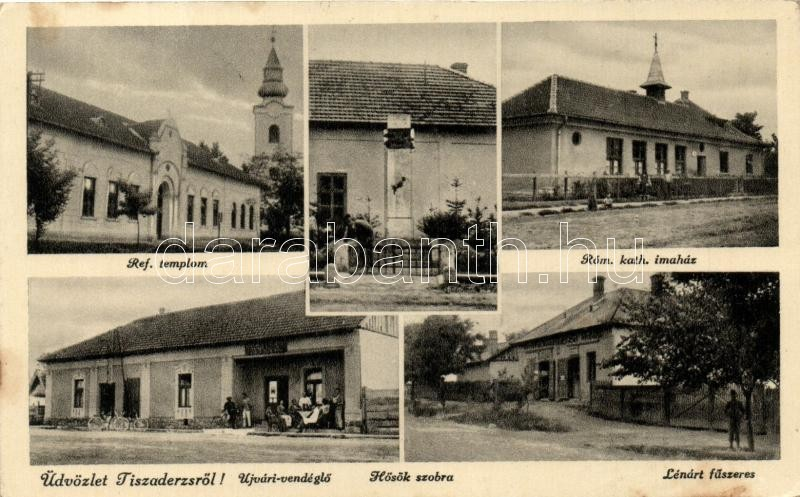
A község fő útján található Ujvári-vendéglőt a falu nevezetességei között tüntették fel az 1940-es évek elején

A Jászkunság egyik megbecsült, módos (értelmiségi-iparos) polgári családjának első gyermekeként született. Testvére Mihály Imre (1920). Édesapja id. Ujvári László (1880-1963), édesanyja Valkai Borbála (1888-1974). Asztalosmester végzettségű apja, az első világháborúból hadirokkantként tért haza, ennek ellenére több lábon álló családi vállalkozást épített fel. Vendéglőjéről híresült el, emellett mészárszék, szikvízüzem, vegyeskereskedés tulajdonosa volt. Később hivatalnok, települési képviselő Tiszaderzsen, édesanyja háztartásbeli, később a családi vállalkozások társirányítását végezte.
A polgári iskolát Kunhegyesen, középiskolát Budapesten végezte 1936-ban, majd a tiszai ármentesítő vállalatnál dolgozott mint műszaki rajzoló. Később a családi vállalkozások vezetését vette át édesapjától. Az államosítás után a családot kuláknak minősítették, mindenüket elvették. Még 1944-ben a család jó barátjának számító Wilhelm Schilling von Canstatt, tiszaroffi és tiszaszentimrei földbirtokos, a családja teljes ékszervagyonát Lászlóra bízta megőrzésre, aki azt hiánytalanul visszaszolgáltatta Schillingéknek az 1974-ben történő disszidálásukkor. László és családja Tiszafüreden próbált szerencsét, ahol először mint boltvezető, majd a földműves szövetkezet kiskereskedelmi üzemágvezetője dolgozott. Első felesége kun származású redemptus család lánya, Borsodi Ilona. Második felesége a tragikus sorsú operaénekes Csurja Tamás nővére, Csurja Márta Izabella.     
Gyermekei László (1942), Borbála Ilona (1944), Imre Kálmán (1956) és Márta Tünde (1966).    

## 1956. október–november
A forradalmi gyűlésen nem engedték, hogy a párt által kiküldött kommunisták elejét vegyék a tüntetésnek és a követeléseknek, jelenlétükkel méltatlanná tegyék a gyűlést. Október 26-án éjszaka ledöntötték az egyik szovjet obeliszket, majd Tiszaderzsre a pártvezetés eltávolítására és a tanácselnök előállítására indultak, akciójuk azonban sikertelen maradt. A forradalom idején, november első napjaiban társával megjárták Budapestet is. A fegyveres harcokban nem vett részt, de úgy tudni, komoly anyagi terhet vállalt a forradalmi erők szükségleteinek előteremtésében.

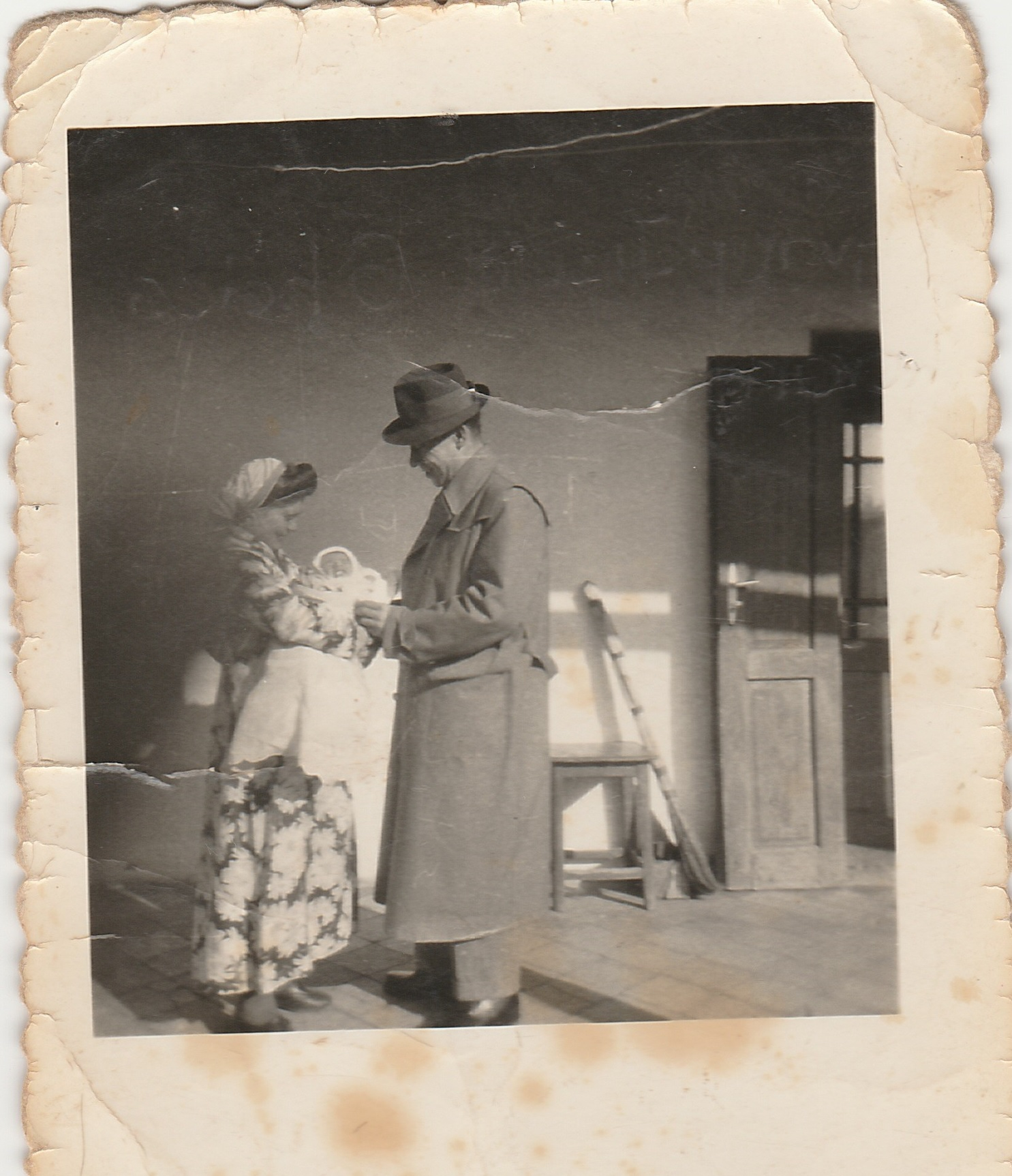
Párhetes kisfiával (Imre Kálmán) a forradalom előtti napokban (kb. október 20.)

1957-ben Szolnokon 3 év börtönre ítélték, ezt Budapesten, a Legfelsőbb Bíróságon megfelezték. Másfél éves büntetését Szolnokon, a rossz hírű Gyűjtőfogházban, majd Állampusztán töltötte. A gyűjtőben cellatársa volt többek között Darvas Iván színész is. Folyamatosan bántalmazták, a fejét ütötték. Versenyt csináltak a veréséből, ennek később komoly egészségügyi következményei lettek, melyek jelentősen megnehezítették élete hátralévő részét. Szemidegsorvadása következményeként látása jelentősen megromlott, évtizedeken keresztül, haláláig súlyos depresszióban szenvedett. 1958-ban szabadult, majd éveken keresztül megnehezítették munkavállalását. Nyugdíjazásáig a legalacsonyabb fizetésért foglalkoztatták. 1989-ig megfigyelték és jelentéseket írtak róla és családjáról. 1991. október 23-án "A hazáért és a szabadságért 1956-os emlékérem" kitüntetését Göncz Árpád köztársasági elnöktől vette át.

## Halála és öröksége
Napra pontosan forradalmi szerepvállalása 40. évfordulóján szívinfarktus vitte el. 1996. október 27-én hunyt el Budapesten, 77 évesen.
Életének és forradalmi szerepvállalásának emlékét egy 2017 tavaszán megjelent, tudományos igényű kötet örökíti meg. Kisemmizve, a rendszer ellenségeként címmel, azonos nevű történész-politológus unokája írta meg Ujvári László és a derzsi Ujvári család történetét.